# Sugarland
Sugarland es un grupo estadounidense de música country conformado por Jennifer Nettles y Kristian Bush, fundado en el 2002 en la ciudad de Atlanta, Georgia. El sencillo "Baby Girl" se convirtió en una de sus grabaciones más exitosas, al igual que su álbum debut Twice the Speed of Life, que alcanzó el estatus de disco multiplatino.

## Miembros
- Jennifer Nettles (voz)
- Kristian Bush (voz, mandolina, guitarra y armónica)

## Discografía
- Twice the Speed of Life (2004)
- Enjoy the Ride (2006)
- Love on the Inside (2008)
- Gold and Green (2009)
- The Incredible Machine (2010)